# Cardè
Cardè (Cardè [karˈdɛ], [-æ], [-a] in piemontese, Cardeum in latino) o Cardé (in italiano /karˈde/ o /karˈdɛ/) è un comune italiano di 1 128 abitanti della provincia di Cuneo in Piemonte.

## Geografia fisica
- Il paese è situato a circa 12 km a nord di Saluzzo e a 43 chilometri di distanza da Cuneo, il suo territorio pianeggiante è attraversato dal fiume Po.
- È convenzionalmente considerato il primo paese della Pianura Padana.
- L'area fa parte del Parco del Po Cuneese e della Regione agraria 15 (pianura di Saluzzo).

## Origini del nome
Documenti del XIII secolo fanno cenno ad una selva chiamata “nemus Cardesii”, “nemus Cardeti”, “nemus Cardei” ossia bosco di Cardesio, di Cardetto, di Cardè. Il poleonimo proviene evidentemente dalle condizioni del terreno incolto, prevalentemente caratterizzato da rovi e cardi selvatici: Cardè era quindi il nome della selva. In una documentazione del 1324 è detto chiaramente: «Nemus quod appellatum est Cardettum».

## Storia

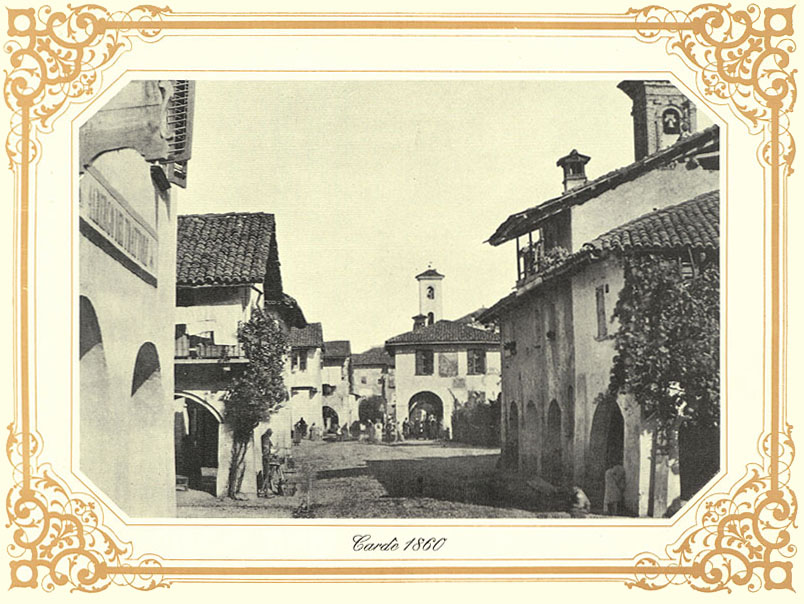
Cardè nel 1860

- La zona rimase sotto l'influenza del Marchesato di Saluzzo dal 1175 al 1549, data dell'annessione alla Francia.
- La dominazione francese cessò nel 1601, quando col Trattato di Lione tutta la zona passò sotto il Ducato di Savoia.
- Nel 1706 nei pressi del fiume Po avvenne una scaramuccia tra truppe francesi e piemontesi, conosciuta come la battaglia di Cardè, nella quale Vittorio Amedeo II di Savoia riuscì a sfuggire alla cattura.

### Simboli
Stemma
Gonfalone

## Società

### Evoluzione demografica
Abitanti censiti

## Monumenti e luoghi d'interesse

### Monumenti
- Il castello, risalente al XIII secolo, voluto da Manfredo II per proteggere il marchesato di Saluzzo.[11]
- La cappella dei marchesi di San Germano: ultimi detentori nobili del castello. È il sepolcro dove sono inumate le salme dei signori. Il legame di parentela con la famiglia reale belga deriva dal fatto che la regina Paola di Liegi sia la cognata dell'ultimo marchese.
- Il ponte, primo in cemento armato sul Po, riaperto il 23 settembre 2013 dopo nove anni di lavori per il suo ripristino.
- La torre, costruita all'inizio del XVI secolo, prima abitazione del borgo.

### Architetture religiose
- Chiesa parrocchiale di Santa Caterina
- Confraternita di San Sebastiano
- Santuario dedicato alla Madonna della Salesea
- Chiesetta di San Rocco

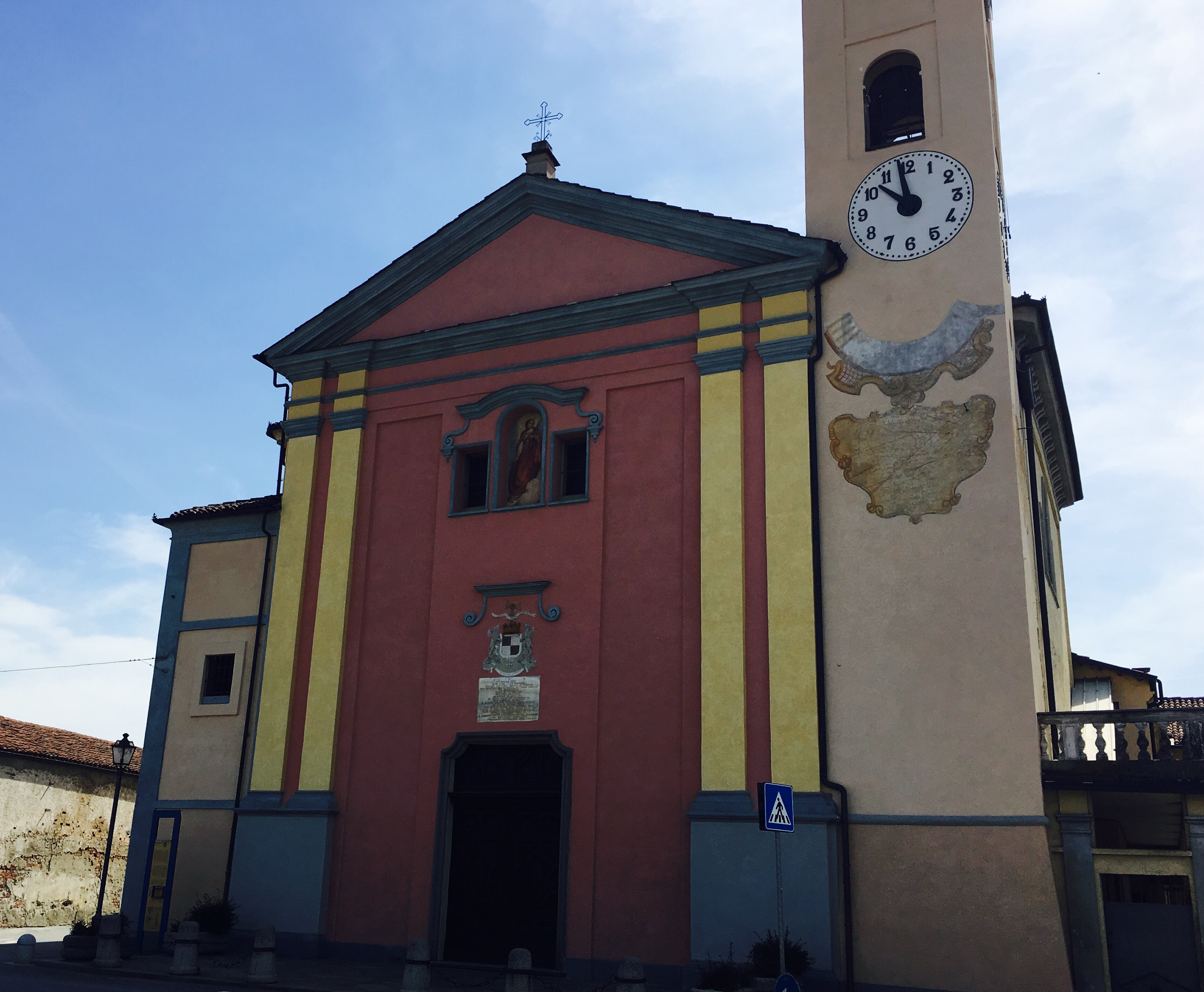
Parrocchia di Santa Caterina.
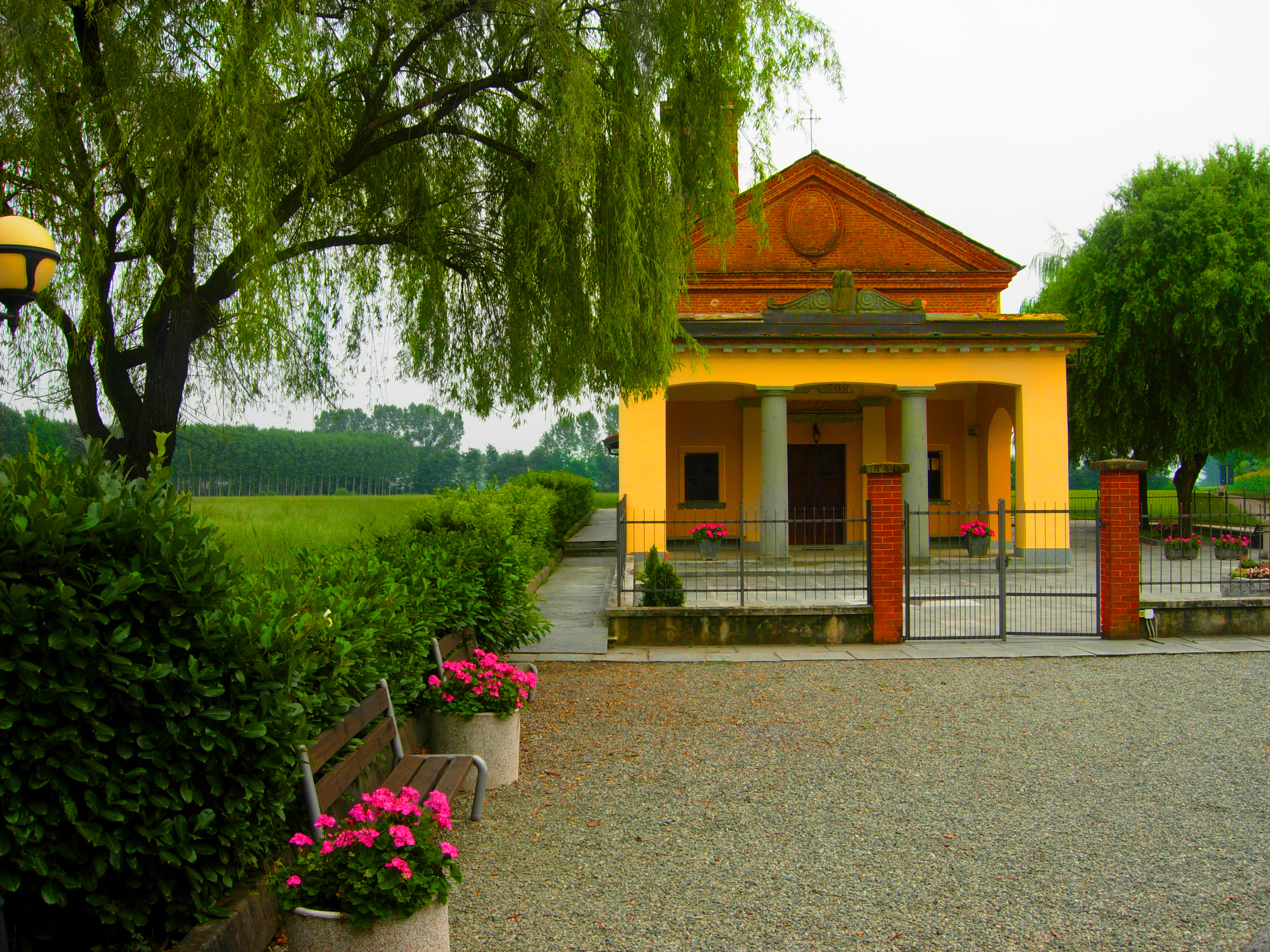
Il santuario della Madonna della Salesea.
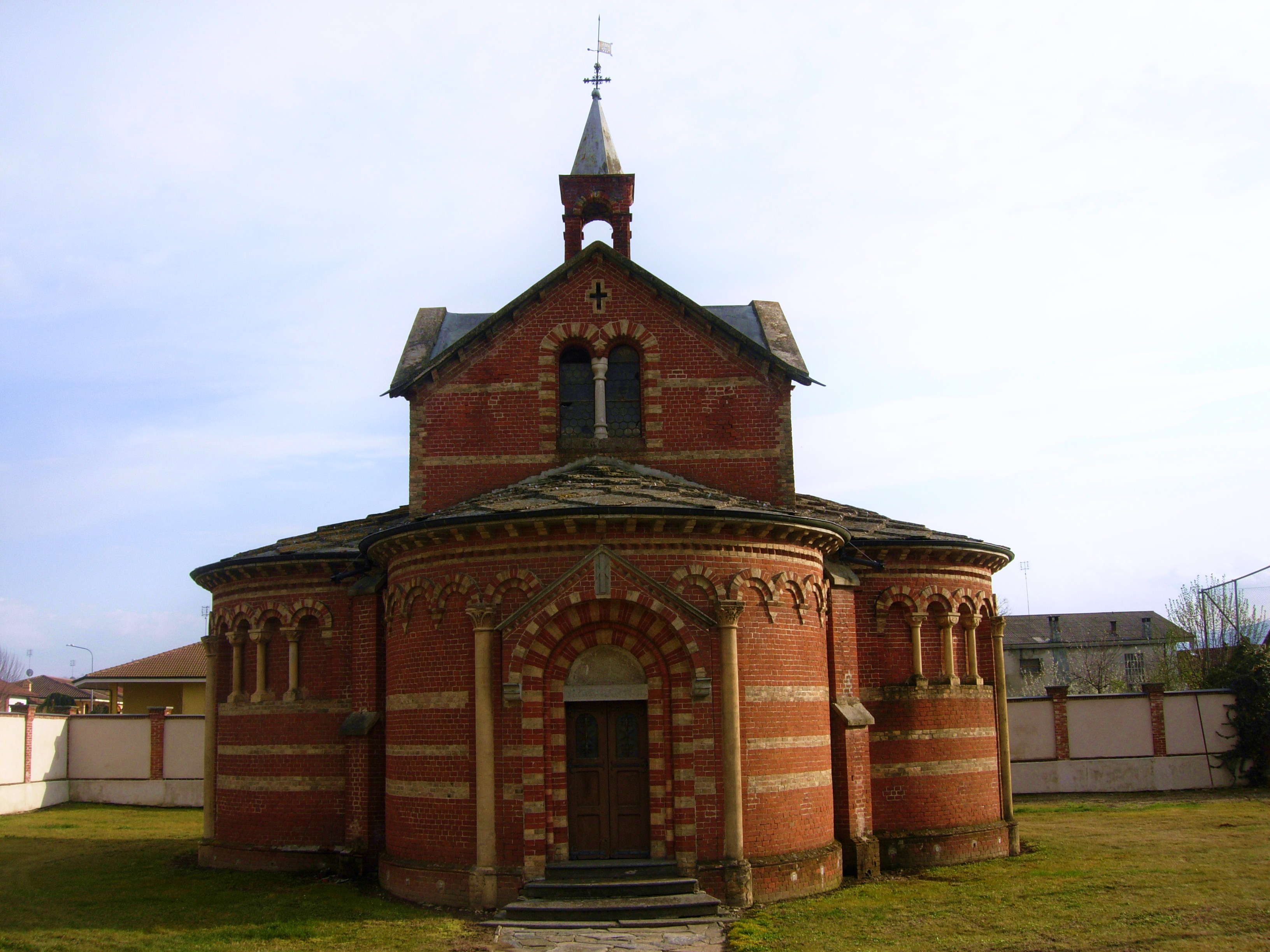
La cappella dei Marchesi di San Germano.
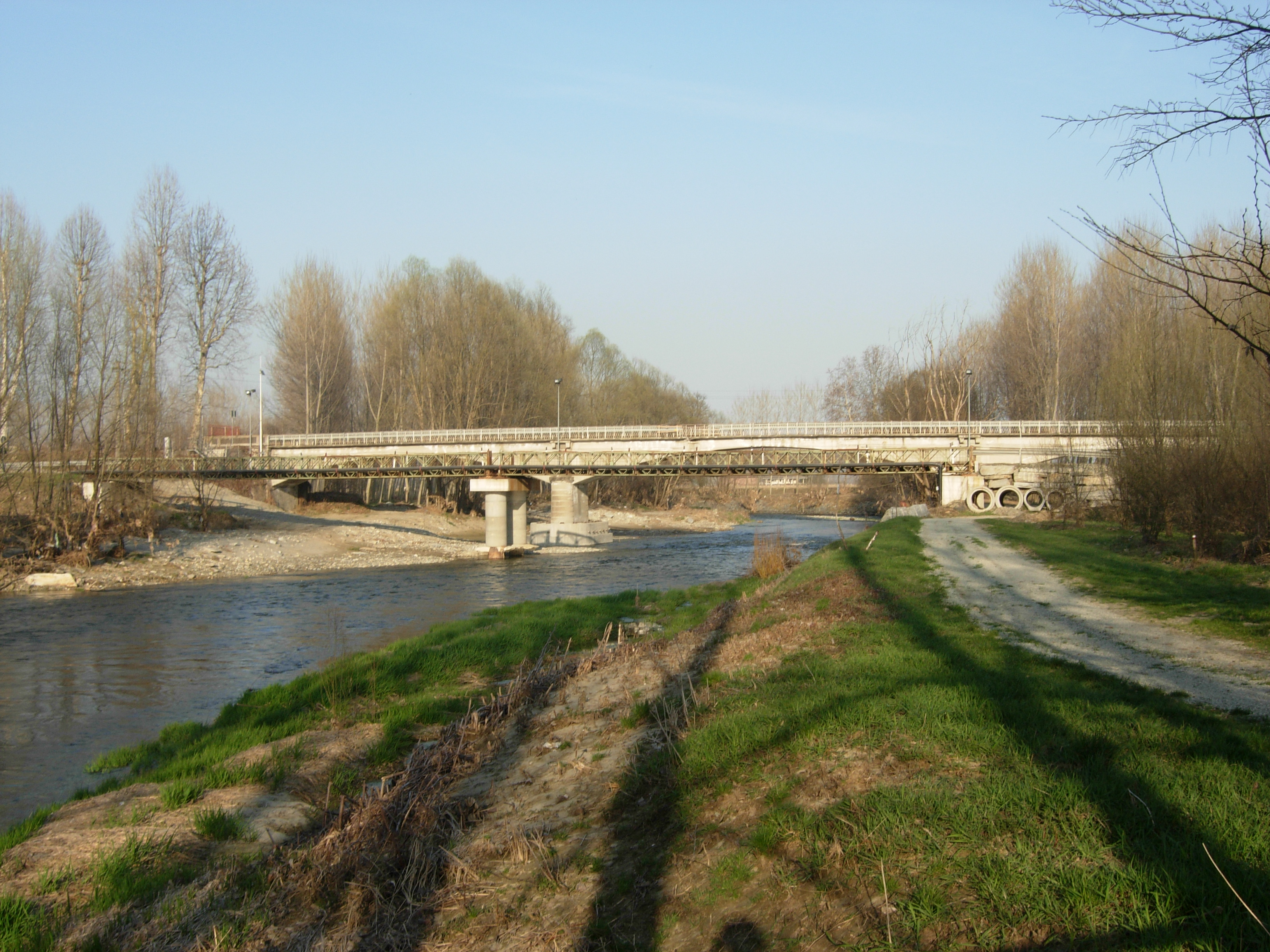
Il ponte sul Po, allo stato attuale.
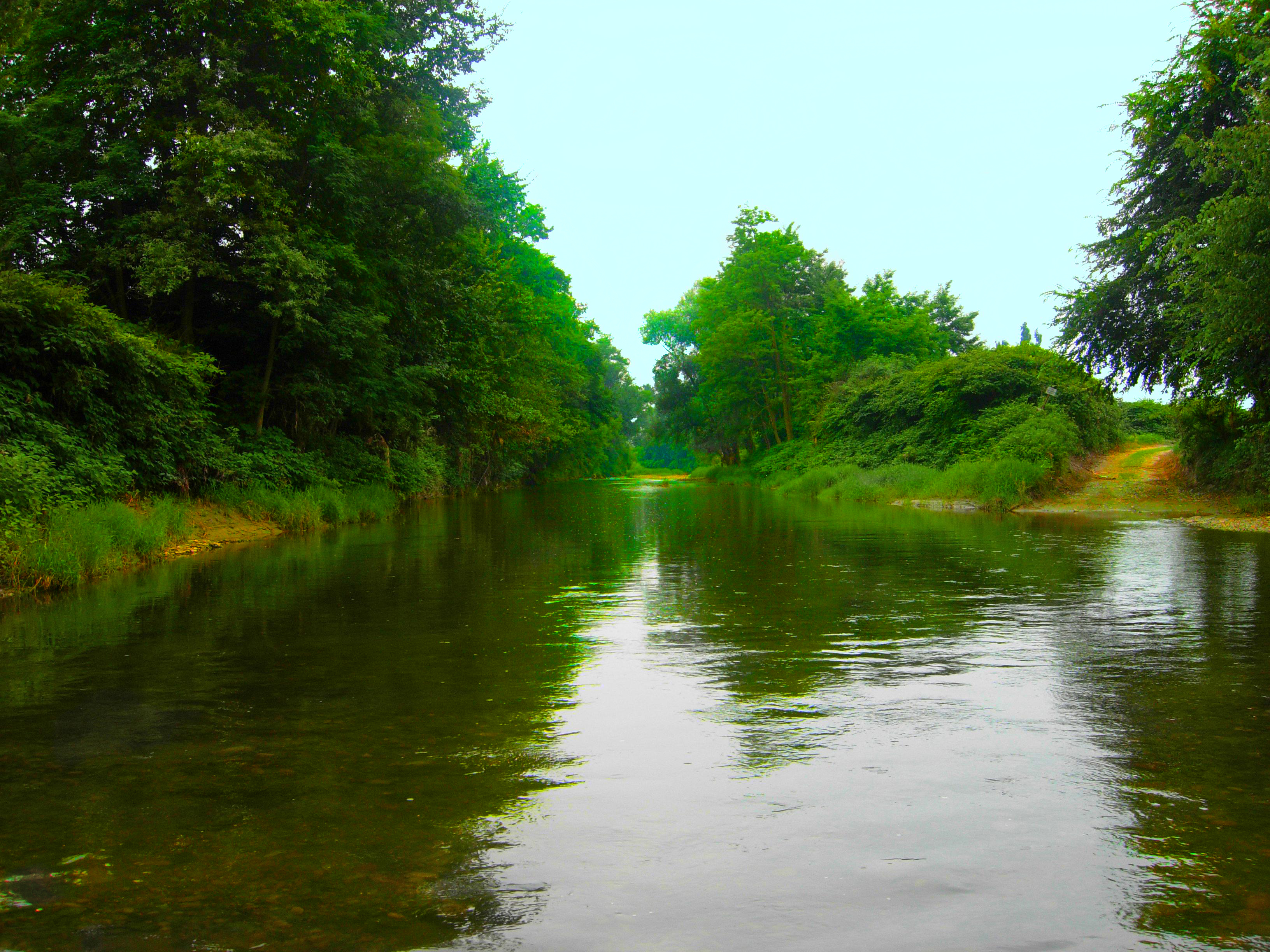
Il fiume Po, al confine con Staffarda.

## Infrastrutture e trasporti

### Strade
Il comune è interessato dalla strada Provinciale 29 e dalla strada Provinciale 175.

## Amministrazione
| Periodo        | Periodo        | Primo cittadino   | Partito                                           | Carica  | Note   |
| -------------- | -------------- | ----------------- | ------------------------------------------------- | ------- | ------ |
| 1949           | 1954           | Antonio Barbero   |                                                   | Sindaco |        |
| 1954           | 1959           | Antonio Barbero   |                                                   | Sindaco |        |
| 1959           | 1964           | Mario Piovano     |                                                   | Sindaco |        |
| 1964           | 1969           | Mario Piovano     |                                                   | Sindaco |        |
| 1969           | 1974           | Osvaldo Campra    |                                                   | Sindaco |        |
| 1974           | 1979           | Domenico Vanzetti |                                                   | Sindaco |        |
| 1979           | 1984           | Mario Civalleri   |                                                   | Sindaco |        |
| 1984           | 1989           | Mario Civalleri   |                                                   | Sindaco |        |
| 1989           | 1994           | Andrea Ballari    |                                                   | Sindaco |        |
| 1994           | 1999           | Andrea Ballari    |                                                   | Sindaco |        |
| 14 giugno 1999 | 14 giugno 2004 | Sebastiano Miglio | Indipendente                                      | Sindaco | [ 12 ] |
| 14 giugno 2004 | 8 giugno 2009  | Sebastiano Miglio | Centro destra                                     | Sindaco | [ 13 ] |
| 8 giugno 2009  | 26 maggio 2014 | Carlo Manzo       | Lista civica                                      | Sindaco | [ 14 ] |
| 26 maggio 2014 | 27 maggio 2019 | Giuseppe Reitano  | Lista Civica: Uniti per Cardè                     | Sindaco |        |
| 27 maggio 2019 | in carica      | Matteo Morena     | Lista Civica: SìAmo Cardè - Matteo MORENA SINDACO | Sindaco |        |